# Stenodema laevigata
Espèce
Stenodema laevigata (ou laevigatum) est une espèce de petits insectes hétéroptères (punaises) de la famille des Miridae.
Long de 8 à 9 mm, c'est une espèce abondante, élancée, aux longues antennes, à la couleur variant du vert au beige.

## Galerie

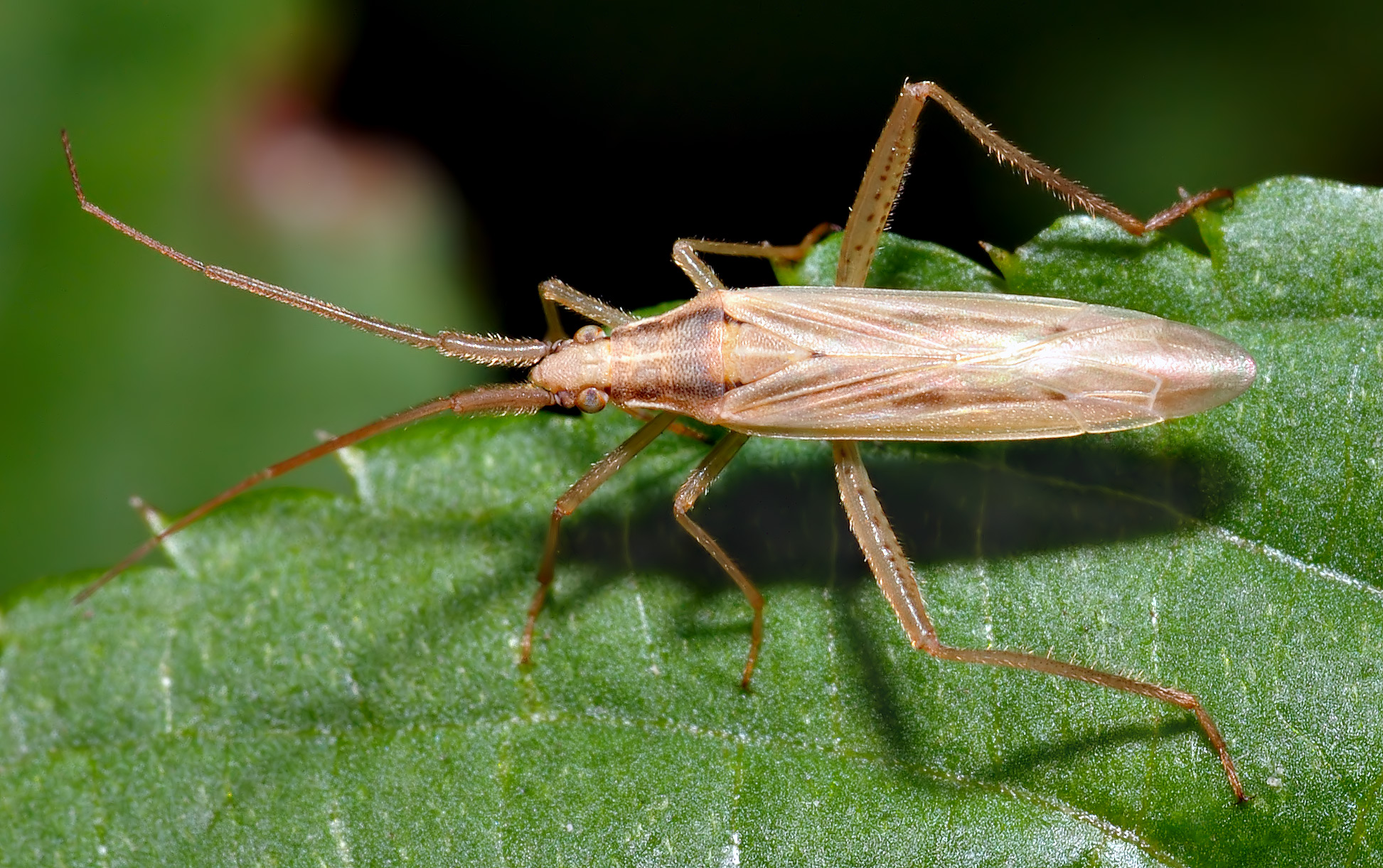
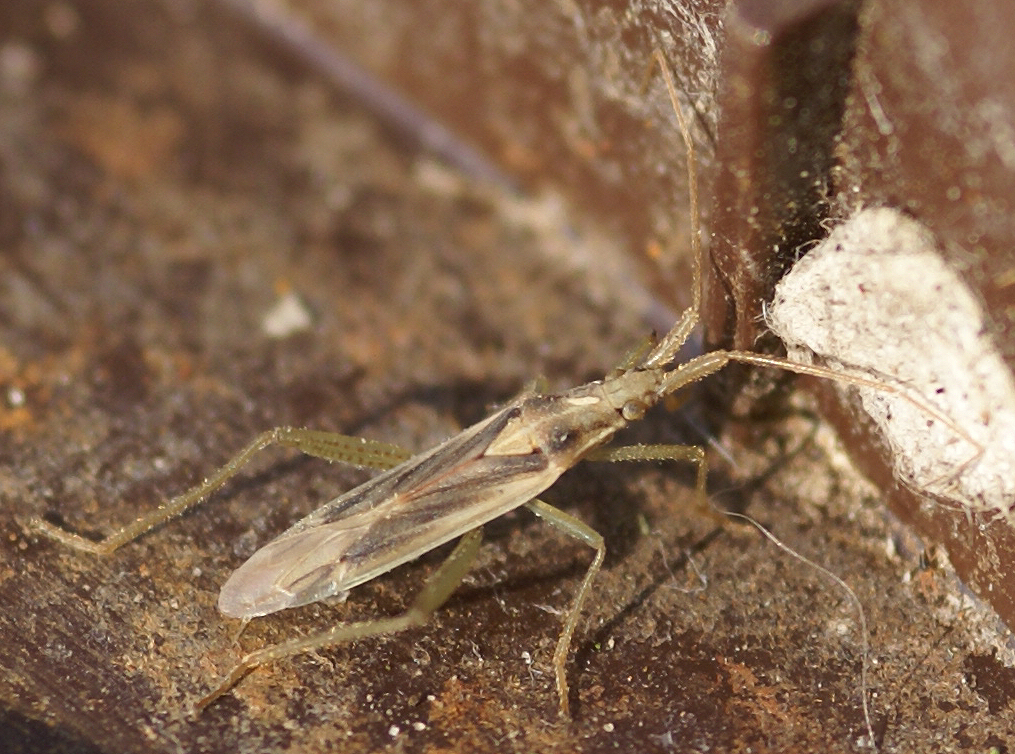